# Краснознаменський (Волзький район)
Краснозна́менський (рос. Краснознаменский, марій. Моркыял хутор) — хутір у складі Волзького району Марій Ел, Росія. Входить до складу Емековського сільського поселення.

## Населення
Населення — 2 особи (2010; 7 у 2002).
Національний склад (станом на 2002 рік):
- марі — 86 %